# Kramat Jati (onderdistrict)
Kramat Jati is een onderdistrict van de gemeente Jakarta Timur (Oost-Jakarta) in de stad Jakarta, Indonesië. Universitas Kristen Indonesia (Christelijke Universiteit) is gevestigd in Kramat Jati.

## Verdere onderverdeling
Het onderdistrict Kramat Jati is verdeeld in 7 stedelijke gemeenschappen (kelurahan):
1. Kramat Jati - postcode 13510
2. Batuampar - postcode 13520
3. Bale Kambang - postcode 13530
4. Kampung Tengah - postcode 13540
5. Dukuh - postcode 13550
6. Cawang - postcode 13630
7. Cililitan - postcode 13640